# 산타 키아라 성당 (아시시)
산타 키아라 성당(이탈리아어: Basilica di Santa Chiara 바실리카 디 산타 키아라[*])은 이탈리아 움브리아주 페루자현 아시시에 있는 대성당이다.